# Thought Forms

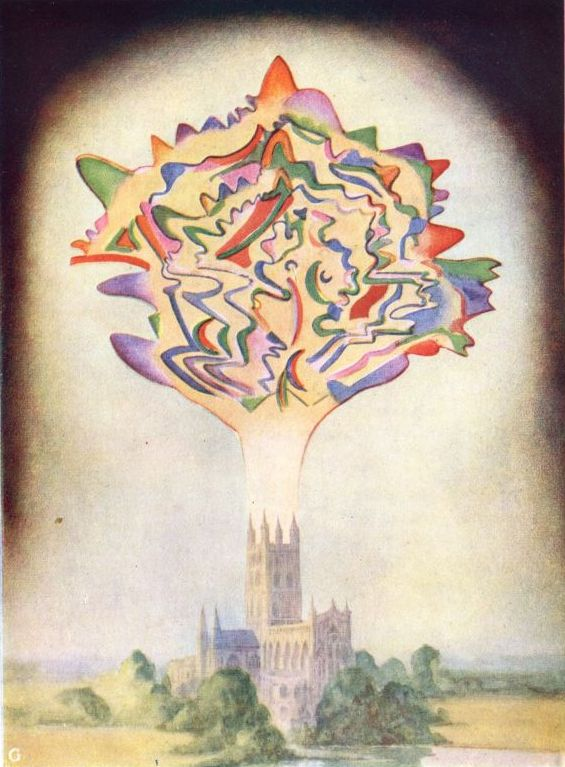
Formas-pensamento da música de Charles Gounod, de acordo com Annie Besant e C.W. Leadbeater em Thought Forms (Formas-pensamento) (1901)

Thought Forms (Formas-pensamento) é um livro de Annie Besant e C.W. Leadbeater que trata dos estudos da natureza e o poder dos pensamentos. (ISBN 0835600084)
No livro, os autores declaram que os pensamentos são classificados em dois grupos: 
"da vibração radiante e da forma flutuante". 
As Formas-pensamento são divididas em três classes:
- Formas que assumem a imagem do pensador.
- Formas que assumem a imagem de algum objeto material.
- Formas que assumem caracterísiticas inteiramente própria, expressando suas qualidades inerentes na questão que esta envolvida.

Neste livro também são estudados os efeitos da música, emoções e cores sobre as formas-pensamentos .
O efeito da música de Mendelssohn (No. 9 da " Songs without words "), Gounod (Soldiers Chorus from " Faust ") e Richard Wagner (A  abertura da "The Meistersingers") também foram estudadas.
A música de Wagner produziu uma "maravilhosa cordilheira" de formas-pensamento.